# Ardennerklassikerne
Ardennerklassikerne er tre cykelklassikere, der afholdes i midten af april i de belgiske Ardenner og det sydlige Limburg i Holland: Amstel Gold Race, La Flèche Wallonne og Liège-Bastogne-Liège. Løbene er bemærkelsesværdige for deres kuperede ruter, og har ofte de samme ryttere, der konkurrerer om de øverste pladser på podiet, da løbene afholdes tæt efter hinanden. I de senere år er de tre klassikere blevet afholdt inden for otte dage.
De eneste mandlige vindere af alle tre løb samme år er Davide Rebellin i 2004 og Philippe Gilbert i 2011. Gilbert vandt også Brabantse Pijl, en anden vigtig bakke-klassiker i midten af april, hvor han vandt ”firedoblingen” det år. Andre ryttere der har vundet alle tre løb, dog ikke samme år, er Danilo Di Luca, Michele Bartoli, Eddy Merckx, Bernard Hinault og Tadej Pogačar.

## Vindere siden 1990
| År   | Amstel Gold Race                     | La Flèche Wallonne         | Liège-Bastogne-Liège      |
| ---- | ------------------------------------ | -------------------------- | ------------------------- |
| 1990 | Adri van der Poel (NED)              | Moreno Argentin (ITA)      | Eric van Lancker (BEL)    |
| 1991 | Frans Maassen (NED)                  | Moreno Argentin (ITA)      | Moreno Argentin (ITA)     |
| 1992 | Olaf Ludwig (TYS)                    | Giorgio Furlan (ITA)       | Dirk de Wolf (BEL)        |
| 1993 | Rolf Järmann (SUI)                   | Maurizio Fondriest (ITA)   | Rolf Sørensen (DAN)       |
| 1994 | Johan Museeuw (BEL)                  | Moreno Argentin (ITA)      | Jevgenij Berzin (RUS)     |
| 1995 | Mauro Gianetti (SUI)                 | Laurent Jalabert (FRA)     | Mauro Gianetti (SUI)      |
| 1996 | Stefano Zanini (ITA)                 | Lance Armstrong (USA)      | Pascal Richard (SUI)      |
| 1997 | Bjarne Riis (DAN)                    | Laurent Jalabert (FRA)     | Michele Bartoli (ITA)     |
| 1998 | Rolf Järmann (SUI)                   | Bo Hamburger (DAN)         | Michele Bartoli (ITA)     |
| 1999 | Michael Boogerd (NED)                | Michele Bartoli (ITA)      | Frank Vandenbroucke (BEL) |
| 2000 | Erik Zabel (TYS)                     | Francesco Casagrande (ITA) | Paolo Bettini (ITA)       |
| 2001 | Erik Dekker (NED)                    | Rik Verbrugghe (BEL)       | Oscar Camenzind (SUI)     |
| 2002 | Michele Bartoli (ITA)                | Mario Aerts (BEL)          | Paolo Bettini (ITA)       |
| 2003 | Aleksandr Vinokurov (KAZ)            | Igor Astarloa (SPA)        | Tyler Hamilton (USA)      |
| 2004 | Davide Rebellin (ITA)                | Davide Rebellin (ITA)      | Davide Rebellin (ITA)     |
| 2005 | Danilo Di Luca (ITA)                 | Danilo Di Luca (ITA)       | Aleksandr Vinokurov (KAZ) |
| 2006 | Fränk Schleck (LUX)                  | Alejandro Valverde (SPA)   | Alejandro Valverde (SPA)  |
| 2007 | Stefan Schumacher (TYS)              | Davide Rebellin (ITA)      | Danilo Di Luca (ITA)      |
| 2008 | Damiano Cunego (ITA)                 | Kim Kirchen (LUX)          | Alejandro Valverde (SPA)  |
| 2009 | Sergej Ivanov (RUS)                  | Davide Rebellin (ITA)      | Andy Schleck (LUX)        |
| 2010 | Philippe Gilbert (BEL)               | Cadel Evans (AUS)          | Aleksandr Vinokurov (KAZ) |
| 2011 | Philippe Gilbert (BEL)               | Philippe Gilbert (BEL)     | Philippe Gilbert (BEL)    |
| 2012 | Enrico Gasparotto (ITA)              | Joaquim Rodríguez (SPA)    | Maksim Iglinskij (KAZ)    |
| 2013 | Roman Kreuziger (CZE)                | Daniel Moreno (SPA)        | Daniel Martin (IRL)       |
| 2014 | Philippe Gilbert (BEL)               | Alejandro Valverde (SPA)   | Simon Gerrans (AUS)       |
| 2015 | Michał Kwiatkowski (POL)             | Alejandro Valverde (SPA)   | Alejandro Valverde (SPA)  |
| 2016 | Enrico Gasparotto (ITA)              | Alejandro Valverde (SPA)   | Wout Poels (NED)          |
| 2017 | Philippe Gilbert (BEL)               | Alejandro Valverde (SPA)   | Alejandro Valverde (SPA)  |
| 2018 | Michael Valgren (DAN)                | Julian Alaphilippe (FRA)   | Bob Jungels (LUX)         |
| 2019 | Mathieu van der Poel (NED)           | Julian Alaphilippe (FRA)   | Jakob Fuglsang (DAN)      |
| 2020 | Aflyst pga. coronavirusrestriktioner | Marc Hirschi (SUI)         | Primož Roglič (SLO)       |
| 2021 | Wout van Aert (BEL)                  | Julian Alaphilippe (FRA)   | Tadej Pogačar (SLO)       |
| 2022 | Michał Kwiatkowski (POL)             | Dylan Teuns (BEL)          | Remco Evenepoel (BEL)     |
| 2023 | Tadej Pogačar (SLO)                  | Tadej Pogačar (SLO)        | Remco Evenepoel (BEL)     |
| 2024 | Tom Pidcock (GBR)                    | Stephen Williams (GBR)     | Tadej Pogačar (SLO)       |